# بوکس در المپیک تابستانی ۱۹۵۲
مشت‌زنی در بازی‌های المپیک تابستانی ۱۹۵۲ نام رویداد ورزش مشت‌زنی در بازی‌های المپیک تابستانی بود که در سال ۱۹۵۲ برگزار شد.

## جدول مدال‌ها
| رتبه | کشور                      | طلا | نقره | برنز | مجموع |
| ۱    | ایالات متحده آمریکا (USA) | ۵   | ۰    | ۰    | ۵     |
| ۲    | ایتالیا (ITA)             | ۱   | ۱    | ۱    | ۳     |
| ۳    | لهستان (POL)              | ۱   | ۱    | ۰    | ۲     |
| ۴    | فنلاند (FIN)              | ۱   | ۰    | ۴    | ۵     |
| ۵    | چکسلواکی (TCH)            | ۱   | ۰    | ۰    | ۱     |
| ۵    | مجارستان (HUN)            | ۱   | ۰    | ۰    | ۱     |
| ۷    | اتحاد شوروی (URS)         | ۰   | ۲    | ۴    | ۶     |
| ۸    | آفریقای جنوبی (RSA)       | ۰   | ۱    | ۳    | ۴     |
| ۹    | آرژانتین (ARG)            | ۰   | ۱    | ۱    | ۲     |
| ۹    | آلمان (GER)               | ۰   | ۱    | ۱    | ۲     |
| ۹    | رومانی (ROU)              | ۰   | ۱    | ۱    | ۲     |
| ۹    | سوئد (SWE)                | ۰   | ۱    | ۱    | ۲     |
| ۱۳   | ایرلند (IRL)              | ۰   | ۱    | ۰    | ۱     |
| ۱۴   | بلغارستان (BUL)           | ۰   | ۰    | ۱    | ۱     |
| ۱۴   | دانمارک (DEN)             | ۰   | ۰    | ۱    | ۱     |
| ۱۴   | فرانسه (FRA)              | ۰   | ۰    | ۱    | ۱     |
| ۱۴   | کره جنوبی (KOR)           | ۰   | ۰    | ۱    | ۱     |